# Jacques Martin (sculpteur)
Pour les articles homonymes, voir Jacques Martin et Martin.
Jacques Martin, né le 7 août 1885 à Marseille et mort le 31 décembre 1976 dans le 1er arrondissement de Paris, est un sculpteur et médailleur français. 

## Biographie
Élève de François Carli, de Jules Coutan et Henri-Auguste Patey, Jacques Martin remporte le premier second Prix de Rome de gravure en médaille et pierre fine en 1914.
De 1920 à 1928, il expose au Salon des artistes français où il obtient une mention honorable en 1920 (Saint François d’Assise, médaillon plâtre) et une médaille de bronze en 1925 (Notre-Dame de Metz, modèle de la statue érigée sur la place Saint-Jacques de Metz le 13 août 1924).
Durant l’Entre-deux-guerres, il produit quelques monuments aux morts dans les Bouches-du-Rhône et surtout des œuvres religieuses pour les villes de Paris et Marseille.
Durant les années 1960 et 1970, il se focalise sur la gravure de médailles.

## Œuvre
- Monument aux morts des Olives (Bouches-du-Rhône)
- Monument aux morts de Martigues (Bouches-du-Rhône)
- Monument aux morts de Marignane (Bouches-du-Rhône)
- Monument aux morts du quartier de Saint-Barnabé à Marseille) (Bouches-du-Rhône)
- La Mort de saint Joseph et huit scènes de la vie de saint Jean Eudes pour l’Église du Saint-Esprit (Paris)
- Saint Martin pour l’Église Saint-Jean-Baptiste-de-La-Salle (Paris)
- Hauts-reliefs de l'Église Saint-Hippolyte (Paris)
- Sainte Thérèse pour la façade de l’église des Chutes-Lavie (Marseille)
- Saint Antoine pour l’église du Roucas-Blanc (Marseille)
- Façade de l'Église Sainte-Thérèse-de-l'Enfant-Jésus de Hirson (Aisne)
- Sacré Cœur, statue en béton pour la façade de l’église de Tergnier (Aisne)
- Statue en bronze de la Vierge Marie de la place Saint-Jacques de Metz (Moselle)
- Le Christ pleuré par les anges, bas-relief marbre pour l’autel de l’église de Fossieux (Moselle)
- Saint Tarcisius, statue marbre pour l’Église du Sacré-Cœur de Dijon (Côte-d'Or)